# Diadelia fuscostictica
Diadelia fuscostictica är en skalbaggsart som beskrevs av Báguena och Stefan von Breuning 1958. Diadelia fuscostictica ingår i släktet Diadelia och familjen långhorningar. Inga underarter finns listade i Catalogue of Life.